# Rio Open 2017 - Qualificazioni singolare
Le qualificazioni del singolare del Rio Open 2017 sono state un torneo di tennis preliminare per accedere alla fase finale della manifestazione. I vincitori dell'ultimo turno sono entrati di diritto nel tabellone principale. In caso di ritiro di uno o più giocatori aventi diritto a questi sono subentrati i lucky loser, ossia i giocatori che hanno perso nell'ultimo turno ma che avevano una classifica più alta rispetto agli altri partecipanti che avevano comunque perso nel turno finale.

## Teste di serie
1. Víctor Estrella Burgos (ultimo turno, Lucky loser)
2. Tarō Daniel (ultimo turno)
3. Jozef Kovalík (primo turno, ritirato)
4. Nicolás Kicker (qualificato)

1. Alessandro Giannessi (primo turno)
2. Roberto Carballés Baena (qualificato)
3. Arthur De Greef (qualificato)
4. Guido Andreozzi (ultimo turno, ritirato)

## Qualificati
1. Arthur De Greef
2. Marco Cecchinato

1. Roberto Carballés Baena
2. Nicolás Kicker

### Lucky loser
1. Víctor Estrella Burgos

## Tabellone

### Legenda
| - Q = Qualificato - WC = Wild card - LL = Lucky loser | - ALT = Alternate - SE = Special Exempt - PR = Protected Ranking | - w/o = Walkover - r = Ritirato - d = Squalificato |

### Sezione 1
|  | Primo turno | Primo turno            | Primo turno            | Primo turno | Primo turno |  |  | Ultimo turno | Ultimo turno           | Ultimo turno           | Ultimo turno | Ultimo turno |  |
|  |             |                        |                        |             |             |  |  |              |                        |                        |              |              |  |
|  | 1           | Víctor Estrella Burgos | Víctor Estrella Burgos | 6           | 6           |  |  |              |                        |                        |              |              |  |
|  |             | Rubén Ramírez Hidalgo  | Rubén Ramírez Hidalgo  | 3           | 3           |  |  | 1            | Víctor Estrella Burgos | Víctor Estrella Burgos | 4            | 4            |  |
|  | WC          | João Pedro Sorgi       | João Pedro Sorgi       | 4           | 3           |  |  | 7            | Arthur De Greef        | Arthur De Greef        | 6            | 6            |  |
|  | 7           | Arthur De Greef        | Arthur De Greef        | 6           | 6           |  |  |              |                        |                        |              |              |  |

### Sezione 2
|  | Primo turno | Primo turno          | Primo turno | Primo turno | Primo turno |  |  | Ultimo turno | Ultimo turno     | Ultimo turno     | Ultimo turno | Ultimo turno |  |
|  |             |                      |             |             |             |  |  |              |                  |                  |              |              |  |
|  | 2           | Tarō Daniel          | 6           | 0           | 6           |  |  |              |                  |                  |              |              |  |
|  |             | Federico Gaio        | 1           | 6           | 1           |  |  | 2            | Tarō Daniel      | Tarō Daniel      | 1            | 2            |  |
|  |             | Marco Cecchinato     | 7           | 64          | 6           |  |  |              | Marco Cecchinato | Marco Cecchinato | 6            | 6            |  |
|  | 5           | Alessandro Giannessi | 65          | 7           | 2           |  |  |              |                  |                  |              |              |  |

### Sezione 3
|  | Primo turno | Primo turno                     | Primo turno      | Primo turno | Primo turno |  |  | Ultimo turno | Ultimo turno            | Ultimo turno | Ultimo turno | Ultimo turno |  |
|  |             |                                 |                  |             |             |  |  |              |                         |              |              |              |  |
|  | 3           | Jozef Kovalík                   | Jozef Kovalík    | 1           | r           |  |  |              |                         |              |              |              |  |
|  |             | Guilherme Clezar                | Guilherme Clezar | 5           |             |  |  |              | Guilherme Clezar        | 6            | 1            | 4            |  |
|  | WC          | Felipe Meligeni Rodrigues Alves | 3                | 6           | 0           |  |  | 6            | Roberto Carballés Baena | 1            | 6            | 6            |  |
|  | 6           | Roberto Carballés Baena         | 6                | 4           | 6           |  |  |              |                         |              |              |              |  |

### Sezione 4
|  | Primo turno | Primo turno     | Primo turno    | Primo turno | Primo turno |  |  | Ultimo turno | Ultimo turno    | Ultimo turno | Ultimo turno | Ultimo turno |  |
|  |             |                 |                |             |             |  |  |              |                 |              |              |              |  |
|  | 4           | Nicolás Kicker  | Nicolás Kicker | 6           | 7           |  |  |              |                 |              |              |              |  |
|  |             | Cristian Garín  | Cristian Garín | 3           | 6           |  |  | 4            | Nicolás Kicker  | 6            | 4            | 0r           |  |
|  | WC          | Orlando Luz     | 7              | 3           | 4           |  |  | 8            | Guido Andreozzi | 4            | 6            | 1            |  |
|  | 8           | Guido Andreozzi | 5              | 6           | 6           |  |  |              |                 |              |              |              |  |